# 臺灣豐玉姬鱷
臺灣豐玉姬鱷，又名臺灣古鱷、臺灣長吻鱷、臺灣馬來鱷，為一種生活於早更新世至中更新世（距今99萬至46萬年前）的鱷類，由日本古生物學家鹿間時夫於1972年命名，其化石出土於臺灣臺南市左鎮區菜寮溪崎頂層。儘管原先被歸類為馬來鱷屬（Tomistoma），本物種在分類上被認為可能屬於豐玉姬鱷屬，並在2023年正式變更為臺灣豐玉姬鱷（Toyotamaphimeia taiwanicus ）。

## 研究歷史
1964年，左鎮知名的化石採集者陳春木將當地採集的鱷類化石捐贈予日本國立科學博物館的地學研究部長尾崎博，這批標本由六件化石組成，而後交予鹿間時夫研究，並於1972年命名為新物種臺灣馬來鱷（Tomistoma(?) taiwanicus），鹿間指出其與日本發現的待兼馬來鱷非常相似。待兼馬來鱷在1983年被重新分類建立為新屬豐玉姬鱷屬，命名者青木良輔認為臺灣長吻鱷很可能也歸屬於豐玉姬鱷屬，但其分類仍需進一步釐清。然而，也有論點認為臺灣馬來鱷的齒式排列和長吻鱷科物種較為類似。
2018年，一件早於臺灣馬來鱷被發現（1936年），同樣採集至左鎮且被認為於第二次世界大戰中遺失的鱷類化石重新在日本早稻田大學被尋獲（WU-HPAC-D 007），並透過齒列特徵被重新鑑定為豐玉姬鱷屬；作者群在文中將臺灣長吻鱷括號註記為豐玉姬鱷屬，但並無明確提出臺灣長吻鱷分類變更的證據或描述。
直到2023年，經過重新檢視臺灣馬來鱷的模式標本，尤其是眼窩（NSMT-9122、NSMT-9123）及吻部（NSMT-P-9124）部位的標本後，其形態皆和已知的豐玉姬鱷屬標本吻合，故將其移至該屬，並更名為臺灣豐玉姬鱷。此外，由於收藏於早稻田大學的左鎮豐玉姬鱷屬標本（WU-HPAC-D 007）在形態上和臺灣豐玉姬鱷的模式標本吻合且無明顯差異，故也被歸類為此一物種。
根據1970年代於左鎮進行早坂犀挖掘時一併進行的地質調查，臺灣豐玉姬鱷的標本主要出土於更新統崎頂層上部的KU5區域，等同於大坑尾段，地質年代約為距今99萬至46萬年前（早更新世到中更新世），但根據新研究最近在臺南地區的實地勘查，當初紀載的地點很可能不代表化石的原位埋藏位置，而是沿河沖刷並被撿拾的地點。

## 形態描述
臺灣豐玉姬鱷的模式標本由六件化石組成，保存部位原先鑑定包括牙齒（NSMT-P-9121）、額骨（NSMT-P-9122）、頂骨（NSMT-P-9123）、上頷骨（NSMT-P-9124）、前段與中段齒骨（NSMT-P-9125、NSMT-P-9126）。但經過後續比較，臺灣豐玉姬鱷原先被辨識為額骨的部位（NSMT-9122）其實包含前額骨，頂骨（NSMT-P-9123）其實屬於另一較小個體的額骨，前段齒骨（NSMT-P-9125）實際保存部位為齒骨的中段。
鹿間在命名「臺灣馬來鱷」時認為其相當近似於待兼馬來鱷（待兼豐玉姬鱷），兩者差異在於臺灣長吻鱷的吻部較為細長，上頷骨和鼻骨間的縫合線較不明顯，牙齒大小較大且牙間隙較明顯，頂骨非常狹窄，眼窩形狀有明顯角度；且基於眼窩間的形態比較，鹿間認為臺灣長吻鱷比起恆河鱷更近似馬來長吻鱷，且和待兼馬來鱷與歐洲第三紀的馬來鱷屬化石應有著更近的關係。然而，經過重新檢視後，這些特徵皆不符合原始敘述或無法辨識，故此物種的原始辨識特徵是存疑的。
2023年的研究顯示，「臺灣馬來鱷」的眼窩形態皆和已知的豐玉姬鱷標本、澎湖鱷和韓愈鱷的標本吻合，其前額骨的後外側邊緣向內彎曲，眼窩邊緣僅有些微但不明顯的隆起，和現生馬來鱷前額骨後外側邊緣為線性且眼窩有明顯隆起的形態截然不同。同時，臺南的標本和日本的待兼豐玉姬鱷在上頜骨內側咬合坑的位置上存在差異，臺南的標本（包括NSMT-P-9122和WU-HPAC-D 007）在上頜前部（第2-7顆）附近存在內側的咬合坑，這些內側咬合坑的位置在待兼豐玉姬鱷上頷部的位置更靠後，約出現於第8-13顆牙齒之間。新研究因此根據以上特徵將臺灣馬來鱷歸為豐玉姬鱷屬，並更名為臺灣豐玉姬鱷，且由於早稻田標本（WU-HPAC-D 007）和模式標本（NSMT-P-9122）之間不存在明確形態差異甚至可能來自同一地層，WU-HPAC-D 007也被歸為臺灣豐玉姬鱷。另外，臺灣豐玉姬鱷（WU-HPAC-D 007）在第7齒槽的位置有明顯突出的擴張，和待兼豐玉姬鱷的吻部輪廓相符，不同於中華韓愈鱷和潘氏澎湖鱷相對平緩擴張的吻部輪廓。
由於臺灣豐玉姬鱷的幾件模式標本（NSMT-P-9122, 9124, 9125,和9126）大小與待兼豐玉姬鱷的模式標本幾乎等大，基於對待兼豐玉姬鱷的體長估算，這兩個物種的體型可能都長達6至7公尺。

## 外部連接
- 台灣古鱷右下顎 - 臺南左鎮化石園區
- 台灣古鱷牙齒 - 臺南左鎮化石園區
- 台灣古鱷牙齒 - 臺南左鎮化石園區